# Springerville
Springerville – miasto w Stanach Zjednoczonych, w stanie Arizona, w hrabstwie Apache.